# Chicas japonesas en el puerto
 Chicas japonesas en el puerto (港の日本娘 Minato no nihon musume?) es una película dramática muda japonesa de 1933 dirigida por Hiroshi Shimizu. Está basada en la novela homónima de Tōma Kitabayashi.

## Sinopsis
La amistad de Sunako y Dora, dos adolescentes mestizas que asisten a una escuela católica en Yokohama, se ve comprometida con la aparición del despreocupado playboy Henry. Tras una breve aventura, Henry deja a Sunako por una tercera chica, Yoko. En un ataque de celos, Sunako le dispara a Yoko con el revólver de Henry en el oratorio de una iglesia.
Unos años después, Sunako, a quien, según los intertítulos, «Dios no ha perdonado», vive con el pintor fracasado Miura y trabaja como prostituta en un bar, mientras que Henry y Dora están casados y esperan un hijo. Cuando Sunako se reencuentra con Henry y Dora, surgen nuevas tensiones, mientras que Miura conoce a una joven del barrio que resulta ser Yoko, quien sobrevivió al tiroteo. Sunako decide no interferir en el matrimonio de Dora y convence a Henry de que se quede con su esposa y se convierta en un padre responsable. Tras la muerte de Yoko por enfermedad, Sunako y Miura deciden empezar de nuevo en otro lugar y parten de Yokohama en barco.

## Reparto
- Michiko Oikawa como Sunako Kurokawa
- Yukiko Inoue como Dora Kennel
- Ureo Egawa como Henry
- Ranko Sawa como Yōko Sheridan
- Yumeko Aizome como Masumi
- Tatsuo Saitō como Miura, el pintor
- Yasuo Nanjō como Harada

## Recepción
Los historiadores del cine han definido la película como una «obra maestra electrizante del cine mudo japonés» y una película «visualmente extravagante y emocionalmente intensa».